# Kukalaya
Kukalaya (Cucalaya), miješano pleme Miskito i Sumo Indijanaca u području sjeveroistočne Nikaragve u autonomnoj regiji Atlántico Norte. Jezično pripadaju porodici Misuluan ili Misumalpan. Ime im se očuvalo a nazivu rijeke, sela i lagune. Ime se javlja i u oblicima Culculaia, Kuculalia, Kuculaya, Kukulaua i Kukulaya.